# Barboși, Vaslui
Barboși este un sat în comuna Hoceni din județul Vaslui, Moldova, România.
Satul este situat 270 km nord-est de București, 24 km sud-est de Vaslui, 79 km sud de Iași, 118 km nord de Galați.

## Populația
Conform recensământului din 2002, în sat locuiau 806 de oameni, toți români.

## Localități învecinate
Mălăiești, Deleni, Vutcani, Gușiței,Hoceni

## Obiective turistice
Statuia lui Al. Ioan Cuza, biserica ortodoxă.